# Rosy Barsony
Pour les articles homonymes, voir Barsony.
Rosy Barsony (nom allemand de Rózsi Bársony, née Rózsi Sonnenschein le 5 juin 1909 à Budapest en Autriche-Hongrie et morte le 23 mars 1977 à Vienne en Autriche) est une actrice de cinéma, chanteuse et danseuse hongroise. Elle commence sa carrière en 1925 au théâtre Király à Budapest,.

## Filmographie
La filmographie de Rosy Barsony, comprend les films suivants  : 
- 1957 : Seven Years Hard Luck
- 1954 : Al cavallino bianco
- 1939 : 3:1 a szerelem javára
- 1938 : A harapós férj
- 1938 : Roxy und das Wunderteam
- 1937 : Viki
- 1935 : Dschainah, das Mädchen aus dem Tanzhaus
- 1935 : Halló Budapest!
- 1935 : Ball im Savoy
- 1934 : Ende schlecht, alles gut
- 1934 : Room for the Aged
- 1934 : Salto in die Seligkeit
- 1933 : Waltz War
- 1933 : Love Must Be Understood
- 1933 : And the Plains Are Gleaming (en)
- 1932 : The Old Scoundrel (en)
- 1932 : Ein toller Einfall
- 1932 : A Bit of Love (en)
- 1930 : Va Banque
- 1929 : Mária növér

## Galerie

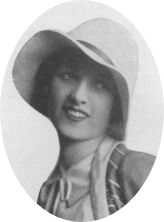
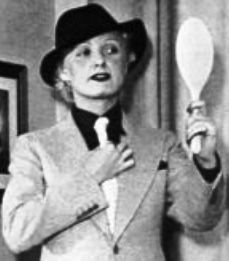
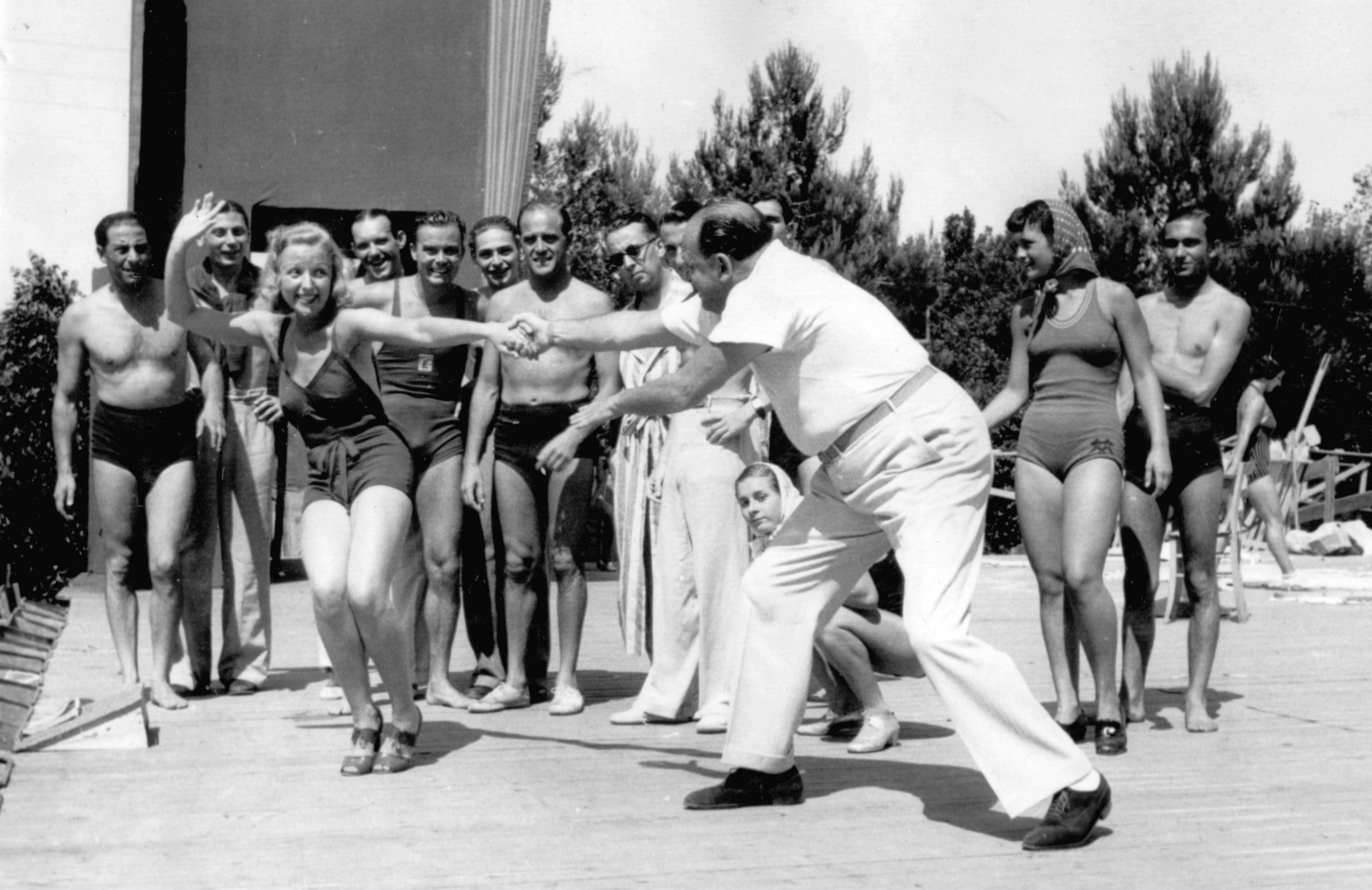
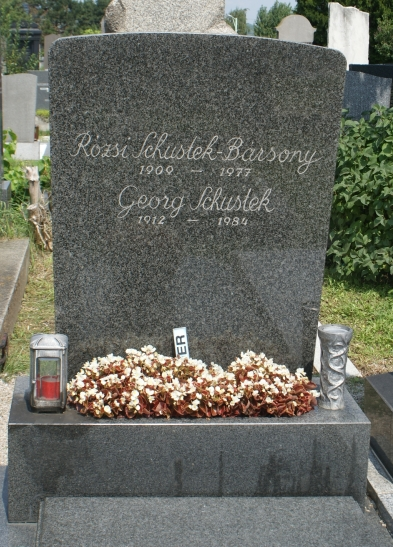

## Source de la traduction
- (en) Cet article est partiellement ou en totalité issu de l’article de Wikipédia en anglais intitulé « Rosy Barsony » (voir la liste des auteurs).